# Enna jullieni
Enna jullieni är en spindelart som först beskrevs av Simon 1898.  Enna jullieni ingår i släktet Enna och familjen Trechaleidae. Inga underarter finns listade i Catalogue of Life.